# Katherine Emmet
Pour les articles homonymes, voir Emmet.
Katherine Emmet, née le 13 mars 1878 à  San Francisco (Californie) et morte le 6 juin 1960 à New York (État de New York), est une actrice américaine (parfois créditée Katherine Emmett).

## Biographie

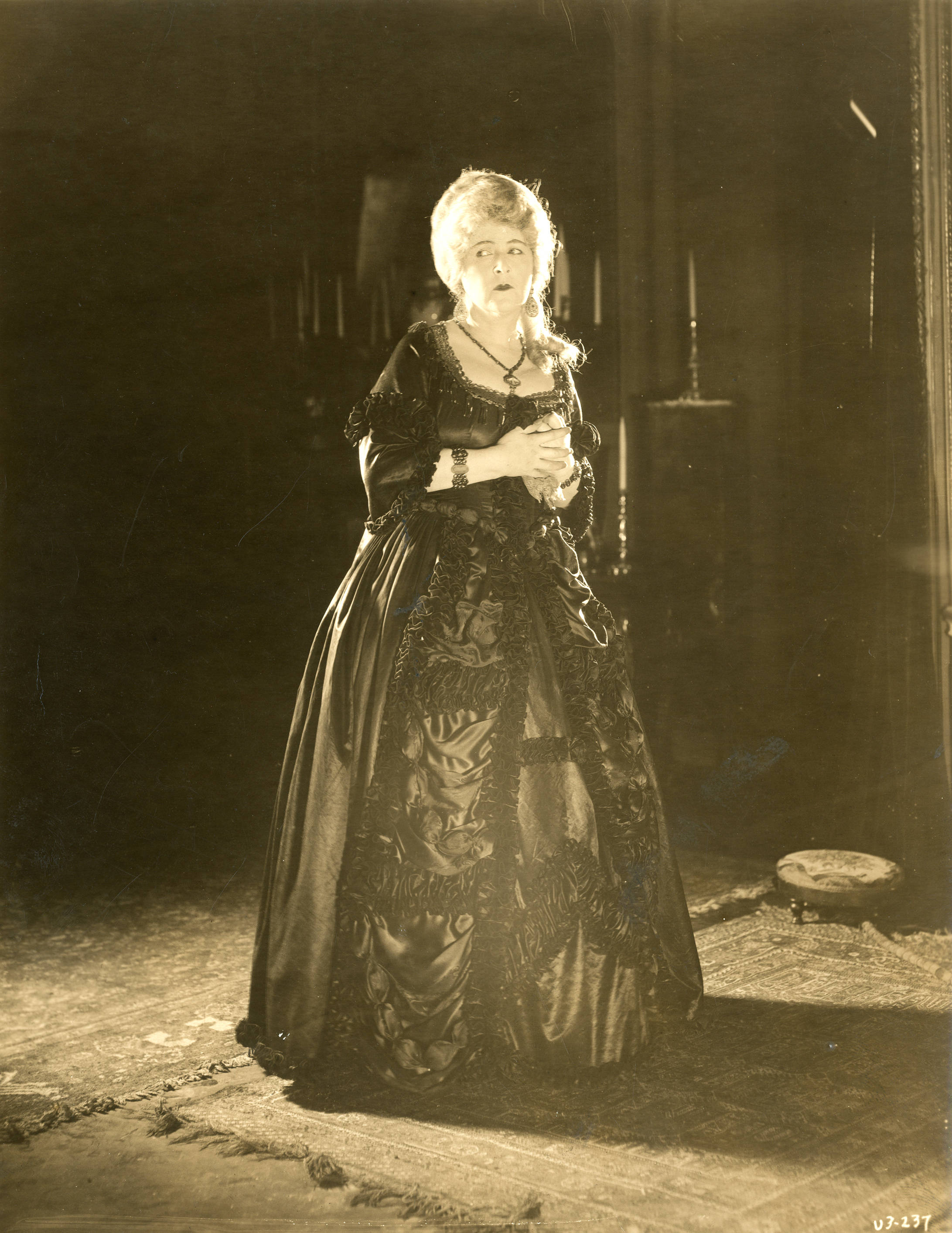
Dans Les Deux Orphelines (1921)

Active principalement au théâtre, Katherine Emmet joue notamment à Broadway (New York) où elle débute dans la pièce Matilda d'I. N. Morris (1906-1907, avec Maude Fulton et Charles Lane). Suivent notamment Anatole (en) d'Arthur Schnitzler (1912, avec John Barrymore et Marguerite Clark), Une maison de poupée d'Henrik Ibsen (1918, avec Lionel Atwill et Alla Nazimova) et The Children's Hour (en) de Lillian Hellman (1934-1936, avec Robert Keith et Anne Revere).
Ses deux dernières pièces à Broadway sont Pygmalion de George Bernard Shaw (1945-1946, avec Gertrude Lawrence et Raymond Massey) et une reprise de The Children's Hour précitée (1952-1953, avec Kim Hunter et Patricia Neal).
Accaparée par sa carrière au théâtre, elle contribue au cinéma à seulement huit films américains, quatre courts métrages muets (1914), puis quatre longs métrages, les deux premiers muets sortis en 1921, dont Les Deux Orphelines de D. W. Griffith (avec Dorothy et Lillian Gish). Suivent enfin deux films parlants, Le Trou dans le mur de Robert Florey (1929, avec Claudette Colbert et Edward G. Robinson) et L'Ange de la nuit d'Edmund Goulding (1931, avec Nancy Carroll et Fredric March).
Retirée du grand écran, elle revient néanmoins à la télévision américaine dans quatre séries entre 1950 et 1954, dont Studio One (deux épisodes, 1950-1952) et Inner Sanctum (un épisode, 1954, ultime prestation à l'écran).
Katherine Emmet meurt en 1960, à 82 ans.

## Théâtre à Broadway (intégrale)
(actrice, sauf mention contraire)

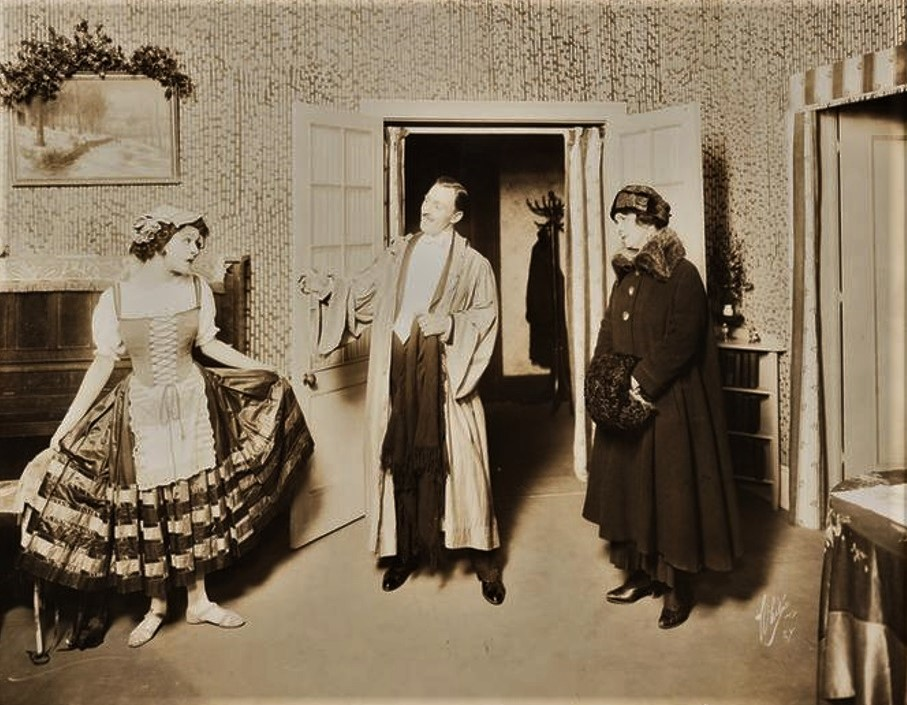
Une maison de poupée (1918), avec Alla Nazimova, Lionel Atwill et Katherine Emmet (de g. à d.)

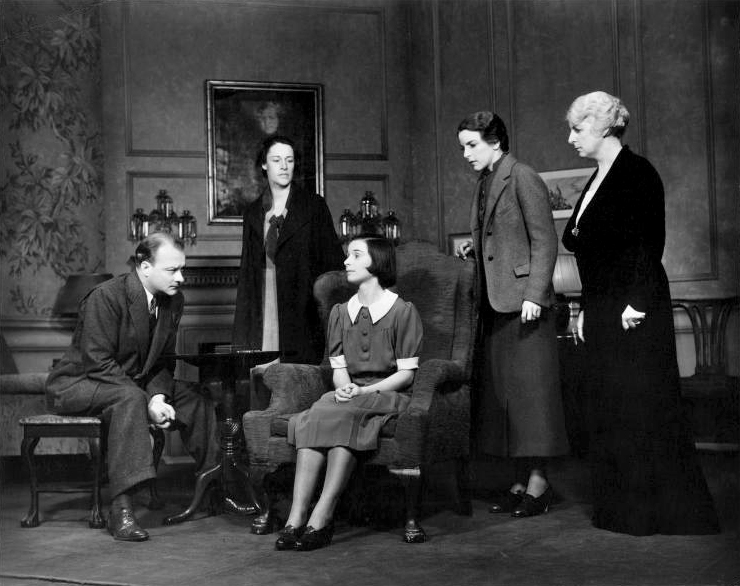
The Children's Hour (1934), avec Robert Keith, Anne Revere, Florence McGee, Katherine Emery et Katherine Emmet (de g. à d.)

- 1906-1907 : Matilda d'I. N. Morris : Constance Lamb
- 1909 : A Woman of Impulse de Louis K. Anspacher : Mme Stuart[1]
- 1909 : The Bridge de Rupert Hughes
- 1912 : Anatole (en) (The Affairs of Anatol) d'Arthur Schnitzler[2] : Gabrielle
- 1913 : The Ghost Breaker (en) de Paul Dickey (en) et Charles Goddard : Mary Jarvis[3]
- 1914 : Help Wanted de Jack Lait
- 1914-1915 : Polygamy d'Harriet Ford et Harvey J. O'Higgins : Annie Grey
- 1916 : Any House d'Owen et Robert H. Davis
- 1917-1918 : The Gypsy Trail de Robert Housum
- 1918 : Une maison de poupée (A Doll's House) d'Henrik Ibsen : Mme Linden
- 1918 : Penrod, adaptation par Edward Everett Rose des écrits de Booth Tarkington : Mary Schofield
- 1919 : Le Marquis de Priola (The Marquis de Priola) d'Henri Lavedan
- 1919 : Moonlight and Honeysuckle de George Scarborough : Hallie Baldwin
- 1922 : Hospitality de Leon Cunningham (régisseuse)
- 1923 : The Laughing Lady d'Alfred Sutro : Esmee Farr
- 1924 : The New Englander d'Abby Merchant : Mme Ellery
- 1924 : Thoroughbreds de Lewis B. Elly et Sam Forrest : Mlle Winchester
- 1926 : La Maison du bourreau (Hangman's House), adaptation par Willard Mack du roman éponyme de Donn Byrne : Anne McDermot[4]
- 1929 : Paolo and Francesca de Stephen Phillips : Lucrezia
- 1929-1930 : Jenny de Margaret Ayer Barnes et Edward Sheldon, décors de Jo Mielziner : Cissy Weatherby
- 1931 : A Widow in Green de Lea Freeman : Mme J. Stephen Van Studdiford
- 1933 : We, the People de, mise en scène et produite par Elmer Rice : Sarah Collins
- 1934-1936 : The Children's Hour (en) de Lillian Hellman, mise en scène d'Herman Shumlin : Amelia Tilford[5]
- 1941 : Ring Around Elizabeth de Charlotte Armstrong : Laurette Carpenter Styles
- 1942 : Guest in the House de Dale Eunson et Hagar Wilde, mise en scène de Reginald Denham : Martha Proctor[6]
- 1945 : Pygmalion de George Bernard Shaw, mise en scène de Cedric Hardwicke : Mme Higgins[7]
- 1952-1953 : The Children's Hour (en) de (et mise en scène par) Lillian Hellman, décors d'Howard Bay, costumes d'Anna Hill Johnstone : Amelia Tilford

## Filmographie partielle

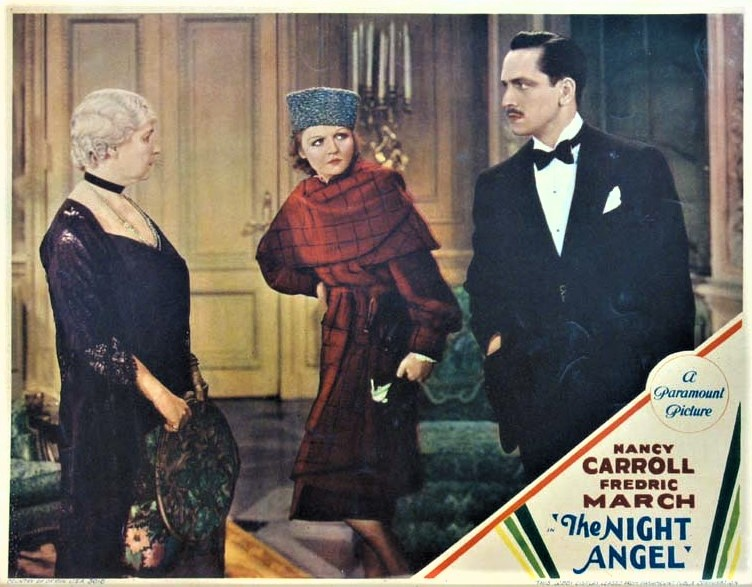
L'Ange de la nuit (1931, poster promotionnel), avec Katherine Emmet, Nancy Carroll et Fredric March (de g. à d.)

### Cinéma
- 1914 : The Rube de Marshall Farnum (court métrage)
- 1921 : Les Deux Orphelines (Orphans of the Storm) de D. W. Griffith : Comtesse de Linières
- 1921 : Paying the Piper (en) de George Fitzmaurice : Mme Wyndham
- 1929 : Le Trou dans le mur (The Hole in the Wall) de Robert Florey : Mme Carslake
- 1931 : L'Ange de la nuit (The Night Angel) d'Edmund Goulding : Mme Berken

### Télévision
(séries)
- 1950-1952 : Studio One
  - Saison 2, épisode 20 Romance avec un fantôme (The Rockingham Tea Set, 1950) de Franklin J. Schaffner : Anna Gregory
  - Saison 4, épisode 43 The Rockingham Tea Set (2e version, 1952) de Lela Swift (en) : Anna Gregory
- 1954 : Inner Sanctum, saison unique, épisode 36 The Landslide : Rebecca